# Drapeaux d'Asie

Les drapeaux des États d'Asie.

Liste des drapeaux des États et dépendances d'Asie et des organisations internationales présentes.

## Organisations internationales

Drapeau de la Communauté des États indépendants
Drapeau de l'Union économique eurasiatique
Drapeau de l'Organisation des pays exportateurs de pétrole
Drapeau du Conseil de coopération du Golfe
Drapeau de l'Organisation des États turciques
Drapeau de l'Organisation de la coopération islamique

## Asie centrale

Drapeau du Kazakhstan
Drapeau du Kirghizistan
Drapeau du Tadjikistan
Drapeau du Turkménistan
Drapeau de l'Ouzbékistan Voir aussi: Liste des drapeaux de l'Ouzbékistan

## Asie de l'Est

Drapeau de la république populaire de Chine Voir aussi : Listes des drapeaux de la Chine
Drapeau de Hong Kong (région administrative spéciale de Chine)
Drapeau du Japon Voir aussi : Liste de drapeaux du Japon
Drapeau de la Corée du Nord Voir aussi : Liste de drapeaux de la Corée
Drapeau de la Corée du Sud Voir aussi : Liste de drapeaux de la Corée
Drapeau de Macao (région administrative spéciale de Chine)
Drapeau de la Mongolie
Drapeau de la république de Chine (Taiwan) Voir aussi : Liste des drapeaux de la Chine ou Liste des drapeaux de Taiwan

## Asie du Sud-est

Drapeau de Brunei
Drapeau de la Birmanie Voir aussi : Liste des drapeaux de la Birmanie
Drapeau du Cambodge
Drapeau de l'île Christmas (Territoire extérieur de l'Australie)
Drapeau des îles Cocos (Territoire extérieur de l'Australie)
Drapeau de l'Indonésie
Drapeau du Laos
Drapeau de la Malaisie Voir aussi : Liste des drapeaux de la Malaisie
Drapeau des Philippines
Drapeau de Singapour Voir aussi : Liste des drapeaux de Singapour
Drapeau de la Thaïlande Voir aussi : Liste des drapeaux de la Thaïlande
Drapeau du Timor Oriental
Drapeau du Vietnam

## Asie du Sud

Drapeau de l'Afghanistan
Drapeau du Bangladesh Voir aussi : Liste des drapeaux du Bangladesh
Drapeau du Bhoutan
Drapeau de l'Inde Voir aussi : Liste des drapeaux de l'Inde
Drapeau des Maldives
Drapeau du Népal
Drapeau du Pakistan Voir aussi : Liste des drapeaux du Pakistan
Drapeau du Sri Lanka Voir aussi : Liste des Drapeaux du Sri Lanka
Drapeau du Territoire britannique de l'océan Indien (Territoire d'outre-mer du Royaume-Uni)

## Asie de l'Ouest

Drapeau de l'Abkhazie (statut disputé)
Drapeau d'Akrotiri et Dhekelia (Bases militaires souveraines du Royaume-Uni)
Drapeau de l'Arabie saoudite
Drapeau de l'Arménie
Drapeau de l'Azerbaidjan
Drapeau de Bahrein
Drapeau de Chypre
Drapeau de Chypre du Nord
Drapeau de l'Égypte
Drapeau des Émirats arabes unis
Drapeau de la Géorgie
Drapeau du Haut-Karabagh (statut disputé)
Drapeau de l'Iran
Drapeau de l'Iraq
Drapeau d'Israël
Drapeau de la Jordanie
Drapeau du Koweit
Drapeau du Liban
Drapeau d'Oman
Drapeau de l'Ossétie du Sud (statut disputé)
Drapeau de la Palestine
Drapeau du Qatar
Drapeau de la Syrie
Drapeau de la Turquie
Drapeau du Yémen

## Asie du Nord

Drapeau de la Russie Voie aussi: Liste des drapeaux de la Russie